# João Abraão
João Abraão Sobrinho (Araguari, 16 de fevereiro de 1907 – local não informado, 1º de janeiro de 1993) foi um proprietário rural, comerciante, industrial e político brasileiro que exerceu dois mandatos de senador por Goiás.

## Biografia
Filho de Moisés Abraão e Julia Issy Abraão. Estreou na política pelo PSD ao eleger-se deputado estadual em 1962 chegando a líder do governo Mauro Borges. Após a cassação dos direitos políticos e do mandato de senador que o ex-presidente Juscelino Kubitschek exercia pelo estado de Goiás desde 1961 foi eleito para ocupar a vaga em 1965 e filiou-se ao MDB após a outorga do bipartidarismo. Como vice-líder de sua bancada contestou em pleno Congresso Nacional a eleição indireta do General Artur da Costa e Silva para presidente da República e saudou Juscelino Kubitschek de viva voz, fato que provocou a intervenção do deputado federal Paulo Sarasate e a suspensão da sessão até que pudesse concluir sua fala. Reeleito em 1966 teve o mandato cassado e os direitos políticos suspensos em 16 de janeiro de 1969 com base no Ato Institucional Número Cinco.

## Eleição para o Senado
Eleito senador por Goiás em 1958, o médico Taciano Melo renunciou ao mandato nos últimos dias do governo Juscelino Kubitschek em troca de uma cadeira no Tribunal de Contas do Distrito Federal e como o suplente também abdicou foram convocadas eleições ainda em 1961 nas quais JK foi eleito exercendo o mandato até ser cassado pelos militares em 1964. Desse modo a representação goiana ficou desfalcada até a eleição de João Abraão no ano seguinte.